# Robert Förch
Robert Förch (* 1931 in Künzelsau) ist ein deutscher Grafiker und Zeichner. Er lebt und arbeitet in Stuttgart.

## Leben
Robert Förch studierte von 1951 bis 1955 an der staatlichen Akademie der Bildenden Künste Stuttgart Freie Graphik bei Karl Rössing. Sein Werk umfasst Linolschnitte, Druckgrafiken, Zeichnungen und Radierungen. Seine Arbeiten zeigen Bauwerke und Kulturlandschaften in Europa, in denen der Mensch Spuren hinterlassen hat.

## Auszeichnungen
- 1956: Ecce Homo. 2. Grafikpreis des Evangelischen Kirchentages, Frankfurt
- 1958: Ernst-Reuter-Gedächtnis-Preis „Deutsche Künstler sehen Europa“
- 1961: Preis Villa Massimo, Rom
- 1965: Silbermedaille „Grafik aus fünf Kontinenten“, Leipzig
- 2023: Staufermedaille des Landes Baden-Württemberg

## Veröffentlichungen
- Robert Förch: Aus graphischen Zyklen. Trier 1964.
- Robert Förch: Linolschnitte, Lithographien, Radierungen, Zeichnungen von 1953 bis 1981. Sindelfingen 1981.
- Robert Förch: Zeichnungen, Gouachen, Aquarelle. Arbeiten aus den Jahren 1948–1996. Stuttgart 1997.